# دار المعلمين العالية
دار المعلمين العالية (1923-1958) هي مؤسسة تربوية قديمة أسست في بغداد عام 1923. وتعرف الآن كلية التربية ابن رشد، حيث كان على من يريد الالتحاق بها دفع رسوم دراسية، كما وتقرر أن لا يقبل فيها إلا الذين يرغبون في إعداد أنفسهم للتعليم في المدارس الثانوية من معلمي المدارس الابتدائية.
وقد اتخذت هذه المدرسة مقرها وصفوفها في الطابق العلوي من مدرسة المأمونية الابتدائية التي كانت تجاور وزارة الدفاع وأرضها اليوم جزء من أرض بناية الدفاع القديمة المقابلة لساحة الميدان وقد أشرف على إدارتها الأستاذ ساطع الحصري مدير المعارف العام وتقدم للدراسة فيها (39) معلماً وتخرج منها بعد سنتين (11) طالباً.

## نبذة تاريخية
في سنة 1927 أصبحت (دار المعلمين العالية) معهدا قائما بذاته بمنهج نهاري كامل (علمي وأدبي) ولمدة سنتين دراسيتين مع (قسم داخلي) ملحق بها.
أُلغيت دار المعلمين العالية في العام 1930 وكان عدد طلابها آنذاك 44 طالباً منهم 25 طالباً في الصف الأول. وفتحت الدار أبوابها مرة أخرى في العام 1935 وفي العام الدراسي 1937 - 1938 استقبلت الدار أول وجبة من الفتيات العراقيات وذلك في عهد عميدها د. متي عقراوي وكن 8 فتيات وفي العام 1939 أصبحت مدة الدراسة 4 سنوات بعد أن كانت ثلاثاً يمنح الطالب بعد إنهائها شهادة البكالوريوس في العلوم أو الآداب أو التربية
شهدت دار المعلمين العالية خلال السنة الدراسية 44ـ1945 تشكيل جماعة أدبية باسم (إخوان عبقر) ضمت بدر شاكر السياب ونازك الملائكة وكمال الجبوري وعبد الجبار المطلبي وغيرهم. وقد لقيت هذه الجماعة تشجيعاً من قبل عميد الدار والأساتذة لذلك قامت بتنظيم المواسم الشعرية والمجالس الأدبية بكل حرية.
وفي العام الدراسي 1941_1942 الحق بها فرع لتدريس اللغات الأجنبية.
وفي العام الدراسي 1942_1943 مددت الدراسة فيها إلى خمس سنوات، إذ اضيفت سنه تحضريه لها بهدف اعداد الطلبة الجدد للمراحل اللاحقه،
وقسمت الدراسة فيها إلى فرعين:
الأول: فرع الآداب: ويشمل مواد اللغة العربية والإنكليزية والجغرافية والتاريخ.
الثاني: فرع العلوم: وتشمل الدراسة فيها مواد: البيولوجيا (علم الاحياء) والفيزياء والرياضيات.
وفي عام 1945_1946 عادت مده الدراسة فيها إلى أربع سنوات.
وفي عام 1949 ادخلت دروس الدين في مناهج دار المعلمين العالية.
وفي النصف الثاني من الخمسينات، احتضنت الدار النشاطات الأدبية والفنية المتنوعة فقد تشكلت لأكثر من مرة تجمعات ثقافية ضمت اساتذة وطلبة الدار منها جماعة (أهل الأدب) برعاية الأستاذ د. صفاء خلوصي وكان هذا التجمع يقدم مساء كل ثلاثاء امسية يقرأ فيها الطلبة الموهوبون قصصهم وقصائدهم. كما كان في الدار فرقة مسرحية من طلبة الدار شكلها الفنان جاسم العبودي بعد عودته من الدراسة في الولايات المتحدة قدمت عدداً من المسرحيات منها مسرحية ماكبث لشكسبير.

## الدار كمؤسسة بحثية
واصدرت الدار مجلة علمية أكاديمية رصينة باسم (الأستاذ) ينشر فيها اساتذة الدار بحوثهم ومقالاتهم وهي مجلة نصف سنوية تباع بأسعار مخفضة للطلبة وكانت هيئة تحريرها تتألف من الأستاذ كمال إبراهيم ود. محمد ناصر ود. محمد الهاشمي ود. عبد العزيز كاظم ود.علي جواد الطاهر والأستاذ عبد الحميد عبد الكريم (سكرتير التحرير).

## نشاطات الدار
وكانت اللجنة الرياضية في الدار تنظم مختلف المباريات وسفرتين للطلبة واحدة إلى إيران والأخرى إلى تركيا. كما أنشأ طلبة قسم علوم الحياة (نادي رواد الطبيعة) فيما تشكلت (جمعية اللغة الألمانية) وأخرى تعمل لتنمية ملكة الخطابة لدى الطلبة باسم (جمعية الثقافة العربية) كما وأقام الفنان جواد سليم مرسماً في الدار.

## طلبة الدار
ومن الطريف إن يدرس في الدار طلبة صينيون وبلغار وبريطانيين فضلا عن الطلبة البحارنة والسوريين والتونسيين والمغاربة والأردنيين والفلسطينيين. لقد كانت تلك الدار (أم المدارس) و(من أمهات معاهد الثقافة والمعرفة) كما وصفها أحد طلبتها د. حسين علي محفوظ، وهي بحق مصنع الأنتلجنسيا العراقية الواعية ونواة الطبقة الوسطى أداة التغيير الثوري عبر تاريخ الإنسانية.

## أساتذة بارزون
كان من أبرز أساتذة الدار:
- شريف عسيران (لبناني).
- حلمي سمارة (فلسطيني).
- محمد سليم النعيمي (عراقي).
- جابر عمر (عراقي).
- محمد حسين آل ياسين (عراقي).
- حسن مجيد الدجيلي (عراقي).
- نوري جعفر (عراقي).

## مصير الدار
وفي عام 1958 م تغير اسم دار المعلمين العالية إلى كلية التربية والحقت في العام نفسه بجامعة بغداد حديثة العهد آنذاك، وبعد صدور رقم القانون (28) لعام 1958 والذي جعل الهدف الرئيس لكلية التربية هو اعداد المدرسين والمدرسات للدراستين المتوسطة والإعدادية. وفي عام 1988 تم شطر الكلية إلى كلّيتين هما: كلية التربية ابن رشد وكلية التربية ابن الهيثم.